# Krężoły (województwo świętokrzyskie)
Krężoły – wieś w Polsce, położona w województwie świętokrzyskim, w powiecie jędrzejowskim, w gminie Wodzisław.
| SIMC    | Nazwa         | Rodzaj     |
| ------- | ------------- | ---------- |
| 1016470 | Antonówka     | kolonia    |
| 1016486 | Brzezie       | przysiółek |
| 1016552 | Judasze       | kolonia    |
| 1016658 | Sośnina       | przysiółek |
| 1016670 | Szerokie Pola | kolonia    |
| 1016693 | Ukazowe       | kolonia    |
| 0279019 | Zagórze       | kolonia    |

W latach 1975–1998 miejscowość administracyjnie należała do województwa kieleckiego.